# Emanuela Panatta
Emanuela Panatta (Roma, 13 dicembre 1977) è un'attrice teatrale e ballerina italiana.

## Biografia
Inizia a studiare danza all'età di 4 anni, e si perfeziona con l'insegnante Ivana Gattei. Nell'estate del 1992 viene scelta per partecipare a Bulli & pupe, programma estivo di Canale 5, condotto da Paolo Bonolis per la regia di Gianni Boncompagni, raggiungendo la finale della categoria danza.
Nello stesso anno debutta a Non è la Rai, dove rimane per due stagioni, fino al 1994, diventando una delle ragazze più conosciute del programma. All'interno del programma, Emanuela si esibì in qualità di ballerina in diversi momenti del programma.
Nel 1994 lascia l'Italia per perfezionare i suoi studi di danza negli Stati Uniti, e al suo ritorno prende parte come ballerina a numerosi varietà Rai, quali Numero Uno presentata da Pippo Baudo, Per tutta la vita...? presentato da Fabrizio Frizzi e Romina Power; Il paese delle meraviglie presentato da Pippo Franco, per poi essere scelta nel 1998 come prima ballerina in Crociera, con il suo pigmalione Gianni Boncompagni, in onda su Rai 2 e condotto da Nancy Brilli.
Conduce poi per due anni Cartoon Network, programma-contenitore di cartoni animati per bambini in onda su TMC e TMC2 sul finire degli anni novanta. In quel periodo è anche inviata per il programma televisivo La casa dei sogni, condotto da Milly Carlucci e in onda su Rai 1.
Nel 1997 debutta come attrice nel film TV Farfalle di Roberto Palmerini, in onda sulle reti Mediaset, mentre nel 1999 è protagonista della prima puntata della miniserie tv Turbo di Antonio Bonifacio, in onda su Rai 2.
Nel 2000 debutta sul grande schermo con Il segreto del giaguaro, regia di Antonello Fassari. Successivamente prende parte a produzioni Rai e Mediaset come Carabinieri 2, Tutti i sogni del mondo 4 puntate per la Rai e Un ciclone in famiglia 2.
Nella stagione teatrale 2002-2003 interpreta il ruolo del Virus in Mai dire Mouse di Enrico Brignano e Mario Scaletta. Nel 2003 è Tersicorea in Shooting Romeo e Giulietta, per la regia di Philippe Talard.
Nel 2004 collabora con "La compagnia degli accesi": da una sua idea nasce lo spettacolo Quattro + Quattro, del quale scrive il soggetto e nel quale interpreta il ruolo di Martin Ego. Lo spettacolo debutta a gennaio nel teatro del penitenziario di Rebibbia di Roma.
Nel 2005 è stata in tournée con Dirty Times to Dance, commedia musicale per la regia di Gino Zampieri. Recita in Coppia aperta, quasi spalancata, commedia di Dario Fo e Franca Rame, presso il Teatro del Penitenziario di Rebibbia, nel ruolo di Antonia, nel 2007, sempre presso il Teatro del Penitenziario di Rebibbia con "La compagnia degli accesi",recita in Sparkleshark di Philip Ridley, nella parte di "Carol". Nello stesso anno, interpreta il ruolo di Lisa in Piccoli crimini coniugali, di Eric-Emmanuel Schmitt, regia di G. Giunti.
È Nadia nel film Diario di un serial killer, con la regia di Antonio Bonifacio.
Nel 2008 esordisce alla regia con il cortometraggio Mi sono... persa, da lei scritto diretto e interpretato, che vede protagonista George Hilton.
Nel 2016 entra a far parte della compagnia teatrale diretta dal regista Giancarlo Sepe con sede a Roma presso il Teatro La Comunità. Sarà attrice in diversi spettacoli diretti e creati da Giancarlo Sepe.
Il 18 dicembre 2019 viene presentato un primo studio dello spettacolo CIVICO 33 Monologhi di Donne, tratto dal libro omonimo (Editrice Il Torchio, 2016) presso il Teatro Cometa Off di Roma.

## Filmografia

### Cinema
- Il segreto del giaguaro, regia di Antonello Fassari (2000)
- Mi sono persa, regia di Emanuela Panatta – cortometraggio (2008)
- Chi pensa a me?, regia di Robert Gilbert – cortometraggio (2014)

### Televisione
- Farfalle, regia di Roberto Palmerini – film TV (1997)
- Turbo, regia di Antonio Bonifacio – miniserie TV, episodio 1x01 (1999)
- Carabinieri, regia di Raffaele Mertes – serie TV, episodio 2x19 (2003)
- Tutti i sogni del mondo, regia di Paolo Poeti – miniserie TV (2003)
- Un ciclone in famiglia 2, regia di Carlo Vanzina – miniserie TV (2006)

## Programmi televisivi
- Bulli e pupe (Canale 5, 1992)
- Non è la Rai (Canale 5, 1992-1993; Italia 1, 1993-1994)
- Capodanno con Canale 5 (Canale 5, 1992-1993)
- Rock 'n' Roll (Italia 1, 1993)
- Numero Uno (Rai 1, 1996) Ballerina
- Cartoon Network (TMC 2, TMC, 1996-1998)
- Per tutta la vita...? (Rai 1, 1998) Ballerina
- Il paese delle meraviglie (Rai 1, 1998) Ballerina
- Crociera (Rai 2, 1998) Ballerina
- La casa dei sogni (Rai 1, 1999)  Inviata
- Bakuba chiama Terra (Stream TV, 2001)
- Non è la Rai speciale (Happy Channel, 2005)
- Save the Date - Civico 33 (Rai 5, 2021)

## Discografia
- Fatalità (singolo digitale) 2020